# Walther-Rathenau-Gymnasium und Realschule

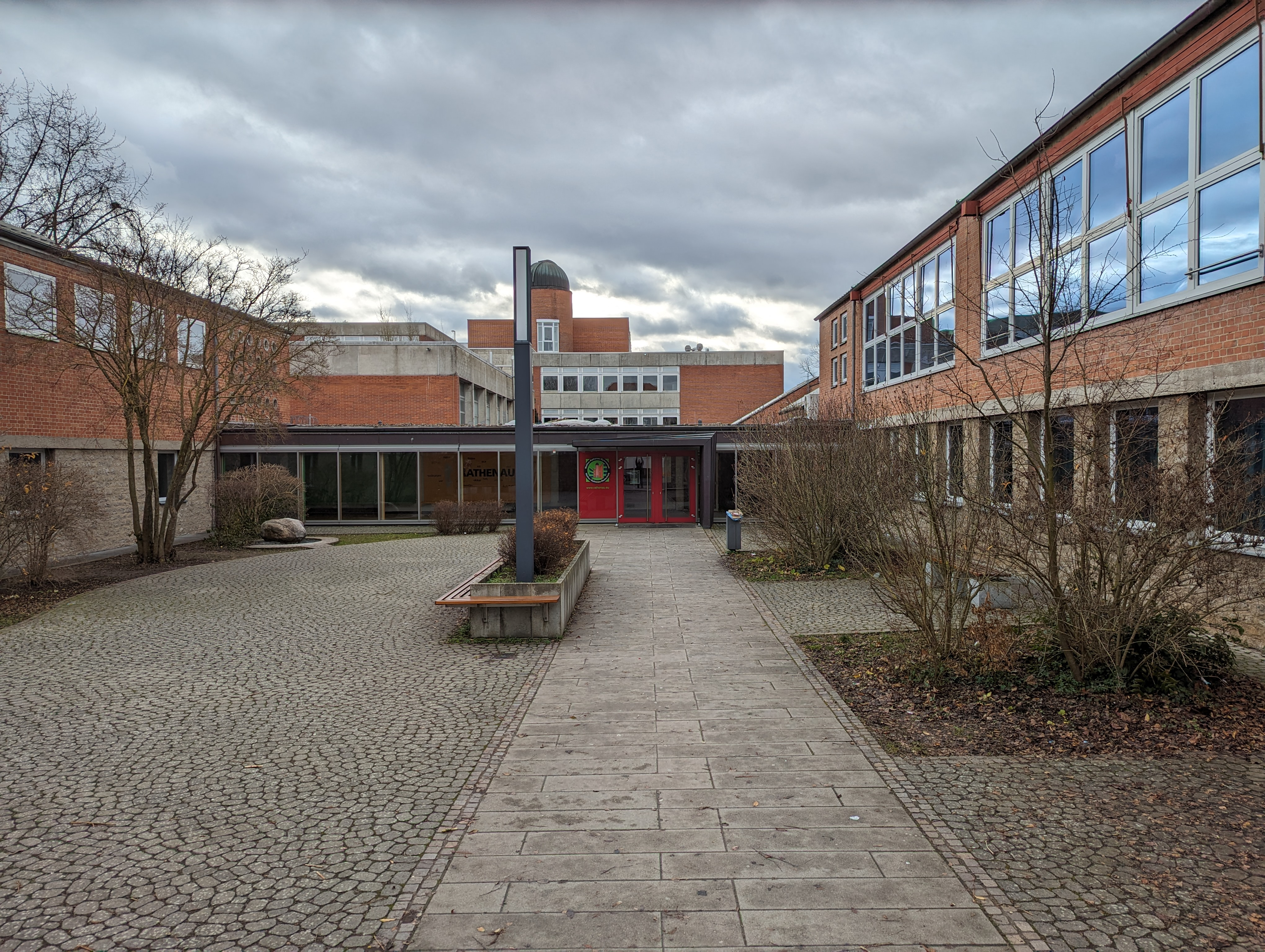
Der Haupteingang der Schule

Das Walther-Rathenau-Gymnasium und Realschule, auch Walther-Rathenau-Schulen genannt, ist ein Schulkomplex in Schweinfurt mit Gymnasium und Realschule unter einem Dach. Das Gymnasium bietet einen naturwissenschaftlich-technologischen Zweig sowie einen wirtschaftswissenschaftlichen Zweig.
Die Realschule war von der Gründung im Jahr 1947 bis ins Jahr 1995 eine reine Mädchenrealschule und ergänzte damit die Wilhelm-Sattler-Realschule, die viele Jahre lang eine reine Jungenrealschule war.

## Gebäude
Die Unterrichtsräume befinden sich im Schulgebäude, das in fünf Teilgebäude unterteilt ist: Roter Bau, blauer Bau, Winkeltrakt, Erweiterungsbau sowie Südtrakt.
Im Schulgebäude befindet sich zudem eine Sternwarte, auf dem Pausenhof befindet sich eine schuleigene Mensa.

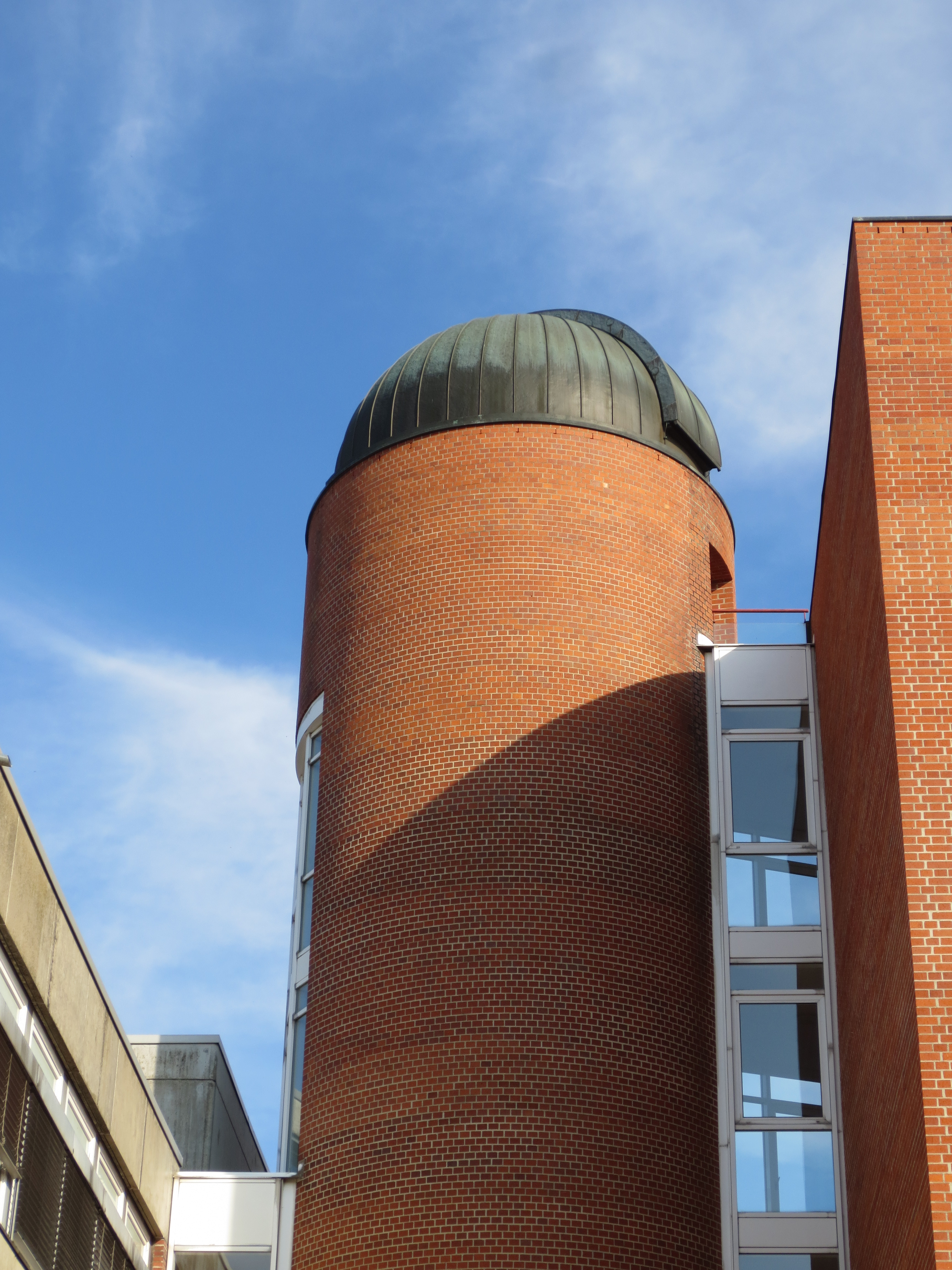
Die Sternwarte des WRG/WRR von außen

Direkt angrenzend an den Pausenhof der Walther-Rathenau-Schulen, liegt das benachbarte Olympia-Morata-Gymnasium, das sich auch Teile des Pausenhofs sowie die Mensa mit den Rathenau-Schulen teilt.

## Persönlichkeiten

### Schüler
- Sebastian Remelé (* 1969), Oberbürgermeister der Stadt Schweinfurt (seit 2010)

### Lehrer
- Steve Pasek (* 1975), deutscher Ägyptologe, Historiker, Koptologe, Altphilologe